# New Found Glory (альбом)
New Found Glory — другий студійний альбом американського поп-панк гурту New Found Glory. Виданий 26 вересня 2000 року на лейблі Drive-Thru Records. Альбом мав великий успіх (завдяки синглу «Hit or Miss») і 24 червня 2003 отримав «золотий» статус за версією RIAA з продажами понад 500 000 копій. Під час концертного туру у 2009 році гурт анонсовал перевидання альбому у честь десятиріччя першого видання. До перевиданої версії повинні увійти різні додаткові матеріали, такі як кавер версії деяких пісень, рідкісні концертні записи та інше.

## Список пісень
Автор музики і слів New Found Glory. 
| New Found Glory | New Found Glory                 | New Found Glory |
| #               | Назва                           | Тривалість      |
| --------------- | ------------------------------- | --------------- |
| 1.              | «Better Off Dead»               | 2:48            |
| 2.              | «Dressed to Kill»               | 3:28            |
| 3.              | «Sincerely Me»                  | 2:48            |
| 4.              | «Hit or Miss»                   | 3:22            |
| 5.              | «Second to Last»                | 2:44            |
| 6.              | «Eyesore»                       | 3:46            |
| 7.              | «Vegas»                         | 2:29            |
| 8.              | «Sucker»                        | 2:53            |
| 9.              | «Black and Blue»                | 2:09            |
| 10.             | «Boy Crazy»                     | 3:19            |
| 11.             | «All About Her»                 | 3:02            |
| 12.             | «Ballad for the Lost Romantics» | 3:24            |
| 36:20           |                                 |                 |

| Бонус-трек у японському виданні | Бонус-трек у японському виданні | Бонус-трек у японському виданні |
| #                               | Назва                           | Тривалість                      |
| ------------------------------- | ------------------------------- | ------------------------------- |
| 13.                             | «So Many Ways»                  | 2:59                            |
| 39:19                           |                                 |                                 |

## Видання присвячене десятій річниці виходу альбому
У 2009 році був анонсований тур гурта присвячений десятій річниці виходу альбому. Як планувалося, перевидана версія повинна була включати сім бонус-треків та DVD . У грудні 2009 року на сайті AbsolutePunk.net  з’явилась інформація, що альбом буде представлений 26 січня 2010 року на Geffen Records .
Бонусні треки 
1. «Better Off Dead» (Демо запис)
2. «All About Her» (Демо запис)
3. «The Radio Song»
4. «Hit or Miss» (Джері Фінн ремікс)
5. «So Many Ways»
6. «The Minute I Met You»
7. «Ex-Miss»

## Учасники
- Джордан Пандік — вокал
- Чед Гілберт — гітара
- Стів Кляйн — гітара
- Іан Грашка — бас-гітара
- Кір Болукі — ударні